# Vũ Khiêu
Vũ Khiêu, tên thật là Đặng Vũ Khiêu (19 tháng 9 năm 1916 – 30 tháng 9 năm 2021), là một học giả nghiên cứu về văn hóa Việt Nam, Viện trưởng đầu tiên của Viện Xã hội học Việt Nam, nguyên Phó Giám đốc Thông tấn xã Việt Nam, nguyên Phó Chủ nhiệm Ủy ban Khoa học Xã hội (nay là Viện Khoa học Xã hội Việt Nam).

## Tiểu sử
Ông sinh ngày 19 tháng 9 năm 1916 tại làng Hành Thiện, Xuân Hồng, Xuân Trường, Nam Định. Họ ông là họ Đặng Vũ, một gia tộc thuộc họ Vũ Việt Nam, ở làng Hành Thiện (Nam Định). ông có 3 em: Đặng Thị Điệt, em gái kế ông (sinh 1921), Đặng Vũ Phầu (sinh 1923), Đặng Vũ Nhứ (1925).
Ông tốt nghiệp tú tài trường Bonnal xưa, nay là Trường Trung học phổ thông Ngô Quyền, Hải Phòng. năm 1935, ông về Hà Nội, ở trọ và làm lao công cho Bệnh viện Pháp (BV Hữu Nghị, 108 hiện nay). Ông lấy bà Nguyễn Thị Quý (1918-1994) người cùng làng năm 1939. Ông tiếp tục dạy học tư, ở tại 23 phố Tiên Sinh (nay là Hàng Gà), tới 1944 mới sinh con đầu lòng Đặng Quỳnh Khanh.
Ông làm Giám đốc Sở Văn hóa khu 10 tại Việt Bắc rồi Tây Bắc (1947 - 1954), cùng vợ và ba con hết Thái Nguyên lại Việt Trì. Sau giải phóng Hà Nội, ông sang Bắc Kinh học trường Đảng cao cấp (1954 - 1956), trở về, giữ chức Phó Tổng Giám đốc TTXVN. Tới 1959, ông tổ chức bộ phận Mỹ học đầu tiên ở Việt Nam rồi sang Hungary học, về dạy Học viện Chính trị quốc gia Hồ Chí Minh.
Trong kháng chiến chống Pháp, ông được điều động làm công tác tuyên huấn ở Khu 10, rồi Khu Việt Bắc, Tây Bắc, trực tiếp có mặt tại tiền tuyến từ chiến dịch Biên giới năm 1950 đến chiến dịch Điện Biên Phủ năm 1954.
Trong thời gian này, ông đã tập hợp được và cùng làm việc với một số văn sĩ trí thức của Việt Minh như: Tô Ngọc Vân, Nguyễn Xuân Khoát, Thế Lữ, Thanh Tịnh, Đoàn Phú Tứ, Bùi Công Kỳ, Vũ Hoàng Địch, Trần Dần...
Sau năm 1954, ông chuyển dần từ công tác tuyên huấn sang làm công tác nghiên cứu. Ông cũng tham gia giảng dạy triết học và lý luận khoa học xã hội cho các trường Đảng và các trường đại học. Năm 1959, ông làm Thư ký khoa học xã hội của Ủy ban Khoa học Việt Nam, sau đó được bổ nhiệm làm Phó chủ nhiệm Ủy ban Khoa học Xã hội Việt Nam. Ông là Viện trưởng đầu tiên của Viện Xã hội học.

## Một số tác phẩm
Từ năm 1958, ông đã viết gần 30 cuốn sách và tham gia biên soạn với tập thể chừng 30 cuốn nữa ở nhiều lĩnh vực: triết học, đạo đức học, văn học, nghệ thuật, văn hóa, xã hội, nghiên cứu và giới thiệu thơ văn và cuộc đời của một số thi hào... Nhiều tác phẩm của ông ca ngợi tư tưởng Mác Lênin và tư tưởng Hồ Chí Minh. Các tác phẩm gồm: 
- Hương trầm (phú, 1946)
- Du Nguyệt điện (kịch thơ, 1946)
- Đẹp (chuyên luận văn hóa, 1963)
- Cao Bá Quát (nghiên cứu, 1970)
- Anh hùng và nghệ sĩ (chuyên luận văn hóa, 1972)
- Ngô Thì Nhậm (nghiên cứu, 1976)
- Cách mạng và nghệ thuật (chuyên luận văn hóa, 1979)
- Nguyễn Trãi (nghiê cứuu, 1980)
- Nguyễn Đình Chiểu, ngôi sao sáng của người trí thức Việt Nam (nghiên cứu, 1980)
- Con người mới Việt Nam và sứ mệnh vinh quang của Văn nghệ (chuyên luận 1986)
- Bàn về văn hiến Việt Nam (3 tập, 2000).

## Gia đình
Vợ ông là bà Nguyễn Thị Quý (1918-1994). Ông bà có bốn người con:
1. Trưởng nữ: Đặng Thị Quỳnh Khanh: cử nhân sử học, trước làm công tác thư viện.[1]
2. Đặng Vũ Cảnh Khanh: giáo sư, tiến sĩ Xã hội học (sinh 1947)
  1. Vợ của GS Đặng Cảnh Khanh là giáo sư, tiến sĩ Lê Thị Quý. Sống ở phố Hoàng Cầu cùng gia đình.
  2. Con trai duy nhất là Đặng Vũ Cảnh Linh (sinh 1974) - Tiến sĩ Xã hội học, hiện là Trưởng ban Thông tin và phổ biến kiến thức của Liên hiệp các Hội KHKT Việt Nam. Vợ anh là Đỗ Thị Kim Anh - Ths. Xã hội học và hiện là cán bộ nghiên cứu tại Viện Hàn Lâm KHXH Việt Nam.[2]
3. Đặng Vũ Hạ: kỹ sư vô tuyến điện
4. Đặng Vũ Hoa Thạch: họa sĩ

## Danh hiệu
- Giáo sư Vũ Khiêu được trao tặng Giải thưởng Hồ Chí Minh về khoa học công nghệ đợt 1 năm 1996 cho cụm các công trình Anh hùng và nghệ sĩ (1972), Góp phần nghiên cứu cách mạng tư tưởng và văn hoá (1987), Người trí thức Việt Nam qua các chặng đường lịch sử[3]
- Năm 2000, giáo sư được phong danh hiệu Anh hùng Lao động thời đổi mới.
- Ngày 12 tháng 9 năm 2006, Phó Chủ tịch nước Trương Mỹ Hoa thay mặt Hội đồng Nhà nước trao tặng Huân chương Độc lập hạng nhất cho Giáo sư, Anh hùng Lao động Vũ Khiêu vì có nhiều thành tích đặc biệt xuất sắc trong sự nghiệp phát triển khoa học xã hội và nhân văn, trong xây dựng và bảo vệ Tổ quốc.
- Đại hội Thi đua Thủ đô Hà Nội, khi được trao tặng danh hiệu "Công dân Ưu tú Thủ đô".
- Được Thủ tướng Nguyễn Tấn Dũng tặng câu đối "Triết gia trong cách mạng - Nghệ sĩ giữa Anh hùng".[4]

## Một số phát ngôn

### Về Thủ tướng
Năm 2010, trước khi Thủ tướng Nguyễn Tấn Dũng bị chất vấn tại quốc hội, ông Vũ Khiêu đã có bài khen ngợi Thủ tướng Nguyễn Tấn Dũng trong khi nhiều người, đặc biệt là ngoài nước đặt câu hỏi về năng lực và trách nhiệm của ông Nguyễn Tấn Dũng trong vụ Vinashin vỡ nợ và vụ khai thác Bauxite tại Tây Nguyên. Đáng chú ý, người thực hiện bài này yêu cầu thẳng Vũ Khiêu đánh giá về Thủ tướng, và được ông khen rằng Nguyễn Tấn Dũng "có thể là một trong những người nắm bắt được xu hướng phát triển thời đại". Việc những bài như vậy đăng ở Cổng Thông tin điện tử Chính phủ tạo cảm giác rằng bên hành pháp đang muốn tạo dư luận thuận lợi trước phiên chất vấn và cũng "nhắc nhở" các vị dân biểu.
Nhận xét về nhiệm kỳ hoạt động của Thủ tướng Nguyễn Tấn Dũng, ông Khiêu nói: "Thành công của Thủ tướng cũng là thành công của tập thể lãnh đạo, mà trách nhiệm của Thủ tướng thì cũng là trách nhiệm chung của ban lãnh đạo, chứ không chỉ của một mình Thủ tướng"

### Về quốc hoa của Việt Nam
Vũ Khiêu có ý kiến cho rằng "Nếu chọn được bông hoa khác, ngoài các loại hoa trên thì cũng nên chọn, miễn là được nhân dân đồng ý. Ví dụ như hoa Mào gà, nếu được đông đảo nhân dân đồng ý cũng nên chọn làm quốc hoa của Việt Nam".

### Về cuốn Truyện Kiều với tiếng Việt hiện đại của Đỗ Minh Xuân
Trong cuộc hội thảo về Dòng chảy văn hóa xứ Nghệ từ Truyện Kiều đến phong trào Thơ mới tổ chức vào ngày 15.12.2012 tại khu di tích Nguyễn Du, Hà Tĩnh, mỗi đại biểu tham dự được tặng một cuốn sách (bản photo) có nhan đề Truyện Kiều Nguyễn Du với tiếng Việt hiện đại, phổ thông, đại chúng và trong sáng, do Đỗ Minh Xuân, một kỹ sư, khảo dịch - nhà xuất bản Văn hóa - Thông tin in năm 2012, với hơn 1.000 chỗ sửa truyện Kiều với từ ngữ hiện đại. Cuốn sách này có lời đề tựa của GS. Vũ Khiêu:
"Với một tinh thần khoa học rất nghiêm túc, ông tìm lại hầu hết các bản Truyện Kiều từ trước đến nay, so sánh các dị bản, tìm đọc hầu hết các bài đã bình luận, phân tích tác phẩm và tác giả Truyện Kiều. Từ đó, ông đã có ý tưởng lớn là làm thế nào để phổ cập hóa Truyện Kiều cho quảng đại công chúng, ông gạt bỏ những câu chữ khó hiểu từ tiếng Hán để thay bằng ngôn ngữ thuần Việt trong Truyện Kiều… Tôi hoan nghênh công phu nghiên cứu của ông Đỗ Minh Xuân và tin rằng cuốn sách này của ông là một đóng góp đáng kể vào việc nghiên cứu Truyện Kiều…". 

### Về ấn đền Trần ở Thái Bình
Bài phóng sự "Sự thật ấn đền Trần ở Thái Bình" đăng trên phiên bản điện tử của báo Tiền Phong ngày 11/06/2010 viết về lễ khai ấn tại đền Trần Hưng Hà bắt đầu vào ngày 13 tháng 1 năm 2010 cho biết, trong dịp khai ấn này, đã có hàng vạn bản ấn được đóng, phát/bán cho nhân dân. Quả ấn được đóng là một quả ấn "nhái", bị khắc ngược, có 4 chữ "Thượng Nguyên Chu thị" nhưng lại được coi là ấn cổ, ấn quý, "ấn vua Trần" vì Giám đốc Bảo tàng tỉnh Thái Bình đã thông qua một cán bộ ở Bộ Công an, "nhờ GS Vũ Khiêu đọc giúp, và GS trả lời rằng đó là bốn chữ "Quốc vương thiên nhân"

### Về câu đối dâng nhà thờ tổ họ Vũ
Một đôi câu đối của Vũ Khiêu dâng nhà thờ tổ họ Vũ giống câu đối ở đình làng An Trì, Hải Phòng, ngôi đình thờ Ngô Quyền được xây dựng từ đầu thế kỷ 19.
Câu đối của ông Khiêu dâng vào Miếu Thần tổ Vũ Hồn ở Mộ Trạch, Hải Dương:
"Vạn cổ càn khôn hưng tái tạo.
Cửu tiêu nhật nguyệt phúc trùng quang"
Câu đối ở đình làng An Trì tại Hải Phòng:
"Vạn cổ càn khôn hưng tái tạo.
Cửu vân nhật nguyệt ánh trùng quang"

### Về chuyến thăm chúc Tết của hoa hậu Kỳ Duyên
Đầu năm mới Ất Mùi 2015, hoa hậu Việt Nam 2014 Nguyễn Cao Kỳ Duyên và gia đình đã tới thăm và chúc Tết Vũ Khiêu tại nhà riêng của ông, chúc mừng giáo sư bước sang tuổi 100, đồng thời bày tỏ sự ngưỡng mộ và cảm phục trước tấm gương học tập và nghiên cứu không ngừng nghỉ của ông.

#### Về câu đối tặngHoa hậu Kỳ Duyên
Giáo sư Vũ Khiêu đã viết tặng hoa hậu Kỳ Duyên đôi câu đối:
"Trí như bạch tuyết tâm như ngọc 
Vân tưởng y thường hoa tưởng dung"
Theo nhà phê bình văn học Trần Mạnh Hảo thì GS.Vũ Khiêu đã lấy nguyên vẹn một câu thơ của đại thi hào Lý Bạch trong bài thơ "Thanh Bình điệu": "Vân tưởng y thường hoa tưởng dung" làm câu đối trên.

#### Về việc ôm và hôn lên máHoa hậu Kỳ Duyên
Trong chuyến thăm nói trên, bức ảnh chụp GS Vũ Khiêu ôm và hôn lên má Hoa hậu Việt Nam 2014 để "cảm ơn" cũng đã gây nên nhiều tranh cãi trong dư luận và cộng đồng mạng.

## Qua đời
Vũ Khiêu qua đời ngày 30 tháng 9 năm 2021 tại Bệnh viện Hữu Nghị, Hà Nội, hưởng thọ 105 tuổi.